# Herman Willem Daendels
 (octobre 2016).
Herman Willem Daendels est un militaire néerlandais, né le 21 octobre 1762 à Hattem, en Gueldre, dans la république des Provinces-Unies, et mort le 2 mai 1818 à Saint-Georges d'Elmina, sur la côte ghanéenne.
Il est officier dans l'Armée du Nord sous la Révolution, puis se voit confier des responsabilités élevées quand son pays natal passe sous influence française. Sous le Premier Empire, il est lieutenant-général, puis gouverneur général des Indes néerlandaises de 1808 à 1811.

## Avant la Révolution
Après des études de droit à l'université de Harderwijk, Herman Willem Daendels obtient son diplôme le 10 avril 1783[réf. nécessaire]. En 1787, il participe au « mouvement des Patriotes », une insurrection contre le stathouder Guillaume V d'Orange-Nassau. Après l'échec de la Révolution, Herman Willem Daendels se réfugie en France. Il s'installe à Dunkerque et travaille dans une briqueterie.

## Sous la Révolution

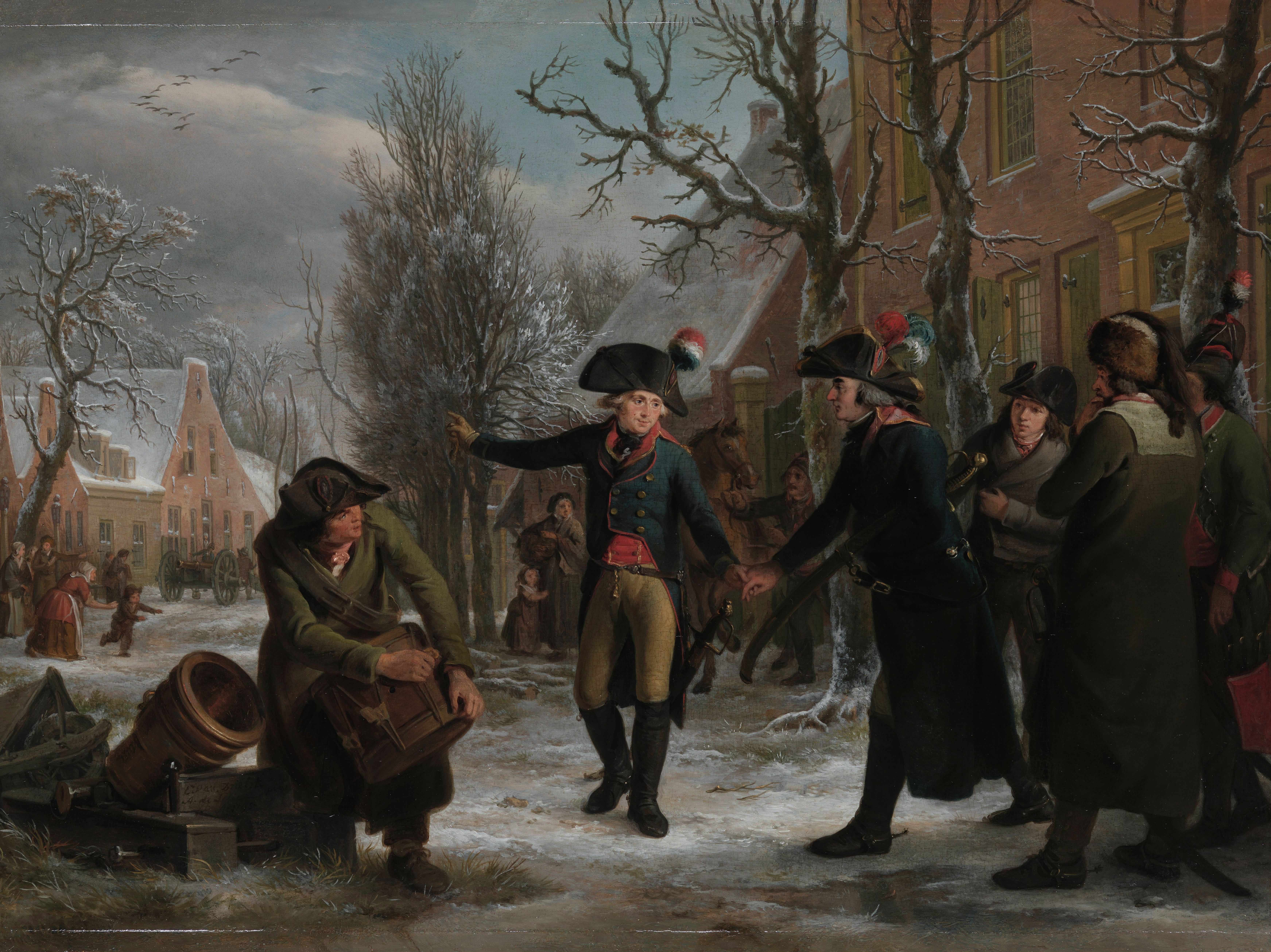
Le lieutenant-colonel C.R.T. Krayenhoff prenant congé du général Daendels avant son départ de Maarssen pour Amsterdam afin de renverser le conseil de la ville d’Amsterdam, le 18 janvier 1795, huile sur panneau d’Adriaan de Lelie et Egbert van Drielst au Rijksmuseum Amsterdam.

En 1792, il est nommé lieutenant-colonel au 4e bataillon d'infanterie de la Légion Franche Étrangère et combat à l'Armée du Nord. Promu général de brigade par le représentant en mission René-Pierre Choudieu, il devient fin 1794, général de division. Il reçoit le commandement d'une division hollandaise sur le Rhin en 1796. Daendels intervient dans la politique intérieure de son pays qui finit par se trouver sous l'influence de la France avec la création de la République batave. Les Jacobins ayant pris l'avantage, on lui confie la charge de faire admettre des éléments plus modérés. De 1798 à 1801 il commande la première division de l'armée qui défend la République batave. Il sert sous les ordres du général Guillaume Marie-Anne Brune. Durant les mois de septembre et octobre 1799, il combat les Anglo-Russes à Bergen, Alkmaar et Castricum.

## Sous le Consulat et le Premier Empire

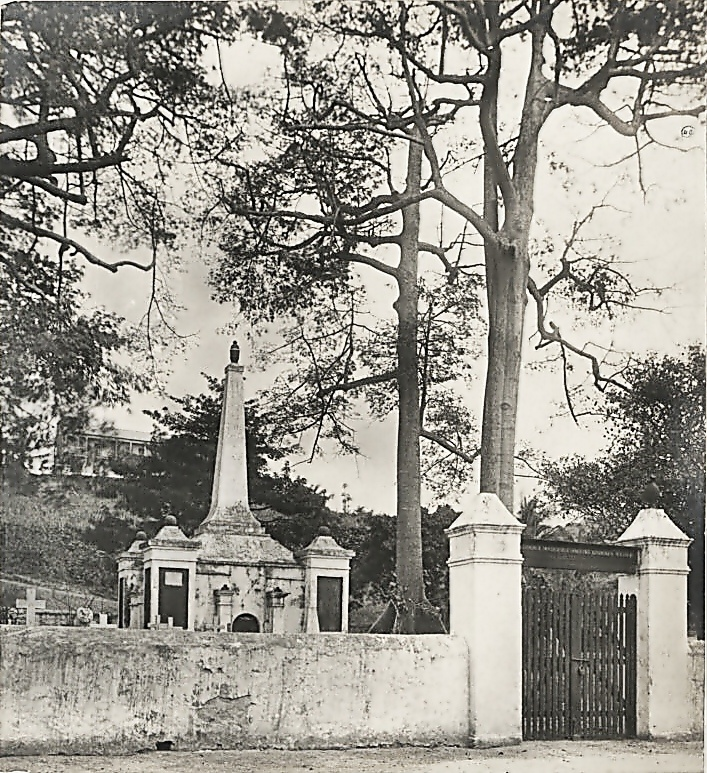
La pierre tombale d’Herman Willem Daendels (au premier plan) dans le vieux cimetière hollandais d’Elmina.

Herman Willem Daendels présente sa démission en avril 1802. En 1806, Louis Bonaparte, roi de Hollande le nomme lieutenant-général. Sous ce grade il combat la Prusse. Nommé gouverneur général des Indes néerlandaises, le 1er janvier 1808, il débarque à Java et y demeure jusqu'en 1811. Il supervise la construction de la « Grande route postale » (Groote Postweg) de Java qui va d'Anyer, à l'extrémité occidentale de l'île, à Banyuwangi à son extrémité orientale. Il impose du travail forcé aux indigènes et vend de grandes étendues de terre à des propriétaires privés. Rentré en France, il participe à la campagne de Russie en 1812 à la tête de la 26e division du 9e Corps de la Grande Armée, sous les ordres du Maréchal Victor,
Après la chute de Napoléon, il est chargé par le gouvernement néerlandais de reprendre ses comptoirs occupés par les Anglais sous l'Empire. Il meurt en Côte-de-l'Or néerlandaise (actuel Ghana) le 2 mai 1818.